# Hammerabates filipinus
Hammerabates filipinus är en kvalsterart som först beskrevs av Corpuz-Raros 1980.  Hammerabates filipinus ingår i släktet Hammerabates och familjen Scheloribatidae. Inga underarter finns listade i Catalogue of Life.